# Baby Mammoth
Baby Mammoth – brytyjski zespół muzyczny, założony w 1995 roku w Hull przez Andrew Burdalla i Marka Blissendena, grający muzykę elektroniczną z pogranicza takich gatunków jak downtempo, ambient techno i trip hop.

## Historia
Mark Blissenden i Andrew Burdall w jednym z klubów w Hull poznali Dave’a Brennanda, szefa wytwórni Pork Recordings i Steve’a Cobby z zespołu Fila Brazillia; zarówno zespół jak i wytwórnia mieli swoją siedzibę w tym klubie. W 1995 roku utworzyli duet Baby Mammoth, który pod koniec 1996 roku zadebiutował pod szyldem Pork Recordings instrumentalnym albumem 10,000 Years Beneath The Street. Swoje kolejne albumy zespół nagrał również dla tej wytwórni. Dopiero 8. album, Otto Muck wydali pod szyldem innej wytwórni (Ecco.Chamber i Water Music Records). W 2004 roku Mark Blissenden Steve Cobby i Robert Ellerby z zespołu Beige zrealizowali wspólnie album Fabric 18. Podobnie jak inne zespoły Pork Recordings, takie jak Fila Brazillia i Solid Doctor, Mark Blissenden i Andrew Burdall specjalizują się w ambientowych klimatach skłaniając się, w przeciwieństwie do innych trip-hopowych produkcji tej wytwórni, raczej w stronę instrumentalnego acid jazzu.

## Dyskografia

### Albumy
Lista według Discogs:
- 1996 – 10,000 Years Beneath The Street
- 1997 – One...Two...Freak
- 1997 – Bridging Two Worlds
- 1998 – Another Day At The Orifice
- 1999 – Swimming
- 2000 – Motion Without Pain
- 2001 – Seven Up
- 2003 – Octo Muck

### Single i EP-ki
Lista według Discogs:
- 1996 – „Bulky Cha Chi”/„Mysterious Muses”/„The Devil Lies”
- 1997 – „Tolstoy”/„Hoodwinked”/„Herbal Warning”/„Slipping Jigsaws”
- 1998 – „Sound In Your Mouth”/„Luna Park”/„Out Of Kilter”/„Skidding On All Fours”
- 1998 – „I'm Not Joking”/„Narrow”
- 1998 – „U.S.F.”/„Oh Really”/„Moonburn”/„Foxy Grandpa”
- 1999 – „Dark Goggles”/„Urban Waltzer”
- 1999 – „Chicken Chiefly” (Baby Mammoth)/„Chocolate Elvis Dub” (Tosca)
- 2000 – „The Ghost Of Henry”/„Danger On The Rocks”
- 2000 – „Tasty Maloney”/„Pigs In Space”
- 2001 – „And I'll See You”/„Lazy”
- 2001 – „Frank's Angels”/„Frozen”
- 2003 – „Finale” (Maxi-Single)
- 2004 – „Big Show”/„Big Show” (Fila Brazillia Remix)/„Blind Date” (Budnubac Remix)/„Lady Cod Diver” (Inverse Cinematics Remix)

### Kompilacje
Lista według Discogs
- 2000 – Best Foot Forward